# СК-42
Система координат СК-42 — система координат на базі референц-еліпсоїда Красовського 1940 року, створена в Радянському Союзі в 1942 році як рос. Система координат 1942 года), і надає параметри, пов'язані з геоцентричною декартовою системою координат ПЗ-90.
Її використовували в геодезичних розрахунках, зокрема у військовому картографуванні та визначенні державних кордонів. Система координат СК-42 послужила основою для розробки системи координат СК-63, яка була створена і використовувалася переважно для цивільних і промислових цілей.
Існують формули для переходу до системи координат WGS84.